# Nadodrze
Nadodrze (česky Nadodří) je X. část města Opole (česky Opolí) v okrese Opole v Opolském vojvodství v jižním Polsku.

## Geologie, geomorfologie a geografie
Nadodrze je říční ostrov a má štíhlý a podélný tvar táhnoucí se od jiho-jihovýchodu k severo-severozápadu v délce cca 5,94 km. Nachází se na levém břehu řeky Odra. Hranice tvoří Odra, kanál Ulgi (Kanał Ulgi) a Kanál Wiński (Kanał Wiński). Nadodrze leží v geomorfologickém celku (mezoregionu) Pradolina Wrocławska patřící do Slezské nížiny. Terén byl formován ledovcem v době ledové. V jižní části je ostrov Bolko (Wyspa Bolko) s parkem a Zoo Opole.

## Historie
Nadodrze, či spíše jeho ostrov Bolko, je zmiňován písemně již v roce 1213. Na místě Piastovského mostu (Most Piastowski) se již ve středověku nacházel most přes Odru. Více o historii Nadodrze a jeho historické fotografie lze nalézt na.

## Turistické zajímavosti
- kanál Ulgi (Kanał Ulgi) - umělý vodní tok
- Most Piastowski - most přes řeku Odru.
- Ostrov Bolko (Wyspa Bolko) - klidová zóna města.
- Park 800-lecia Opola - městský park
- Zoo Opole (Ogród Zoologiczny w Opolu) - městská zoologická zahrada.

## Galerie

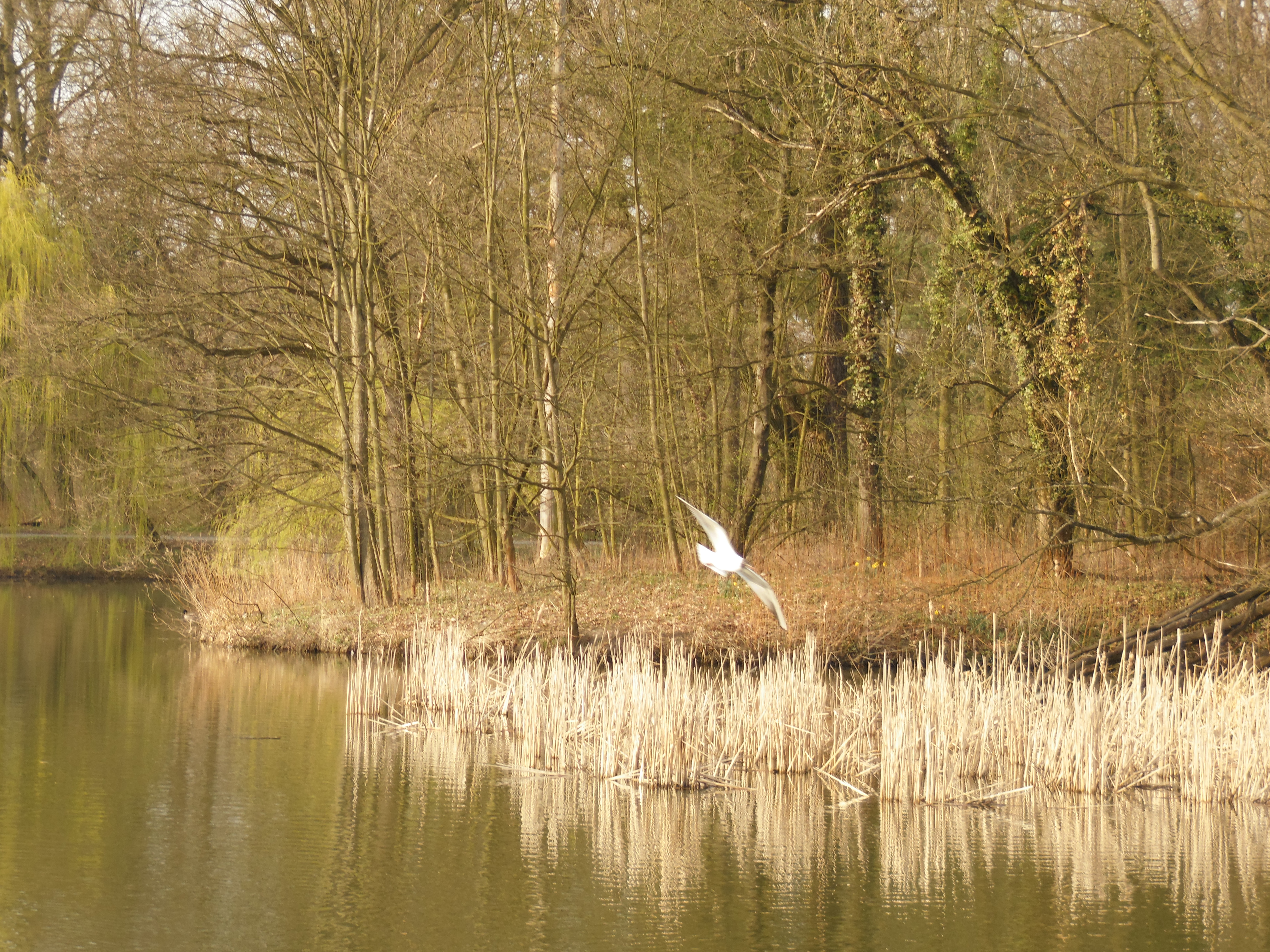
Pobřeží ostrova Bolko
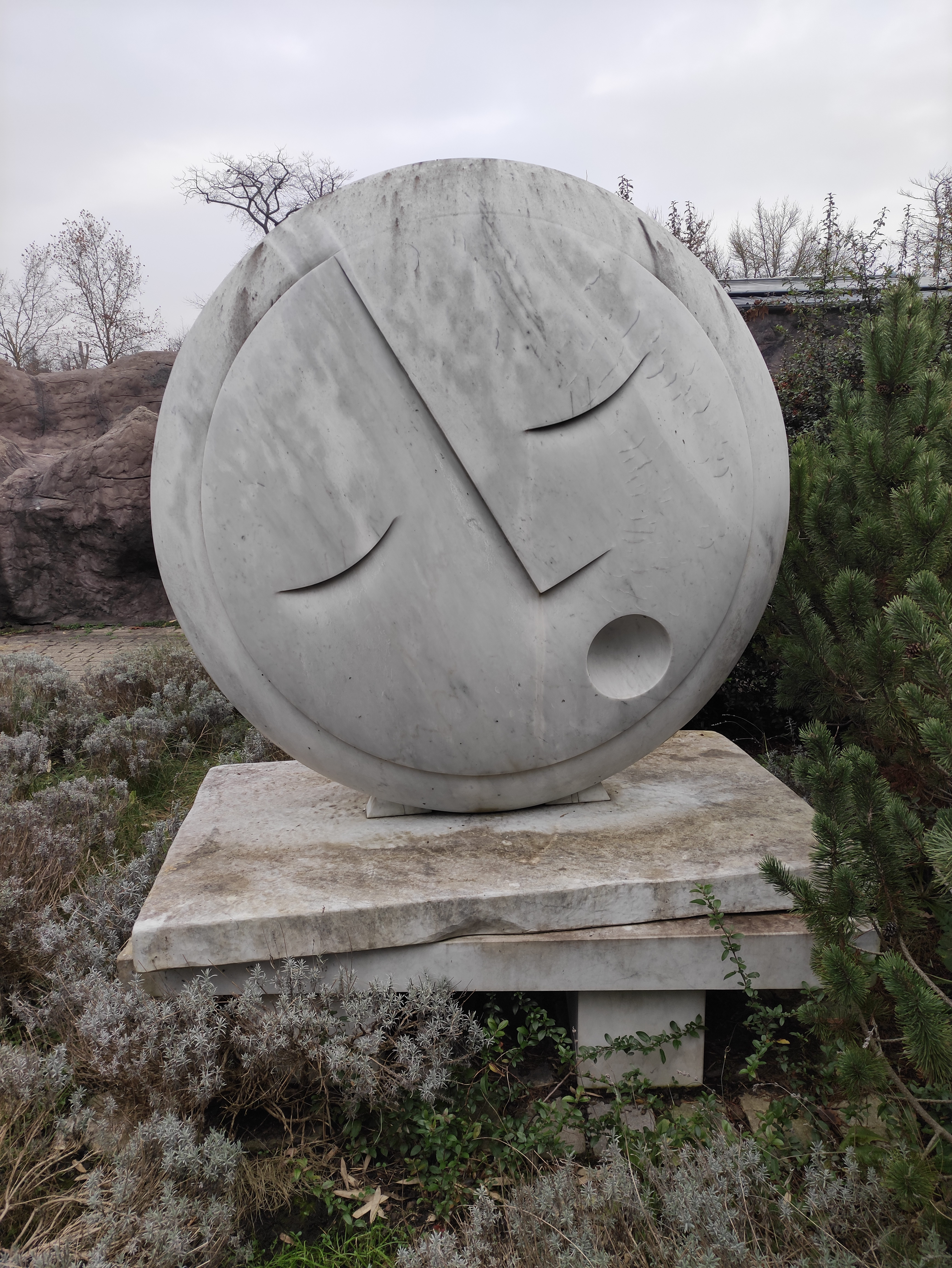
Zoo Opole
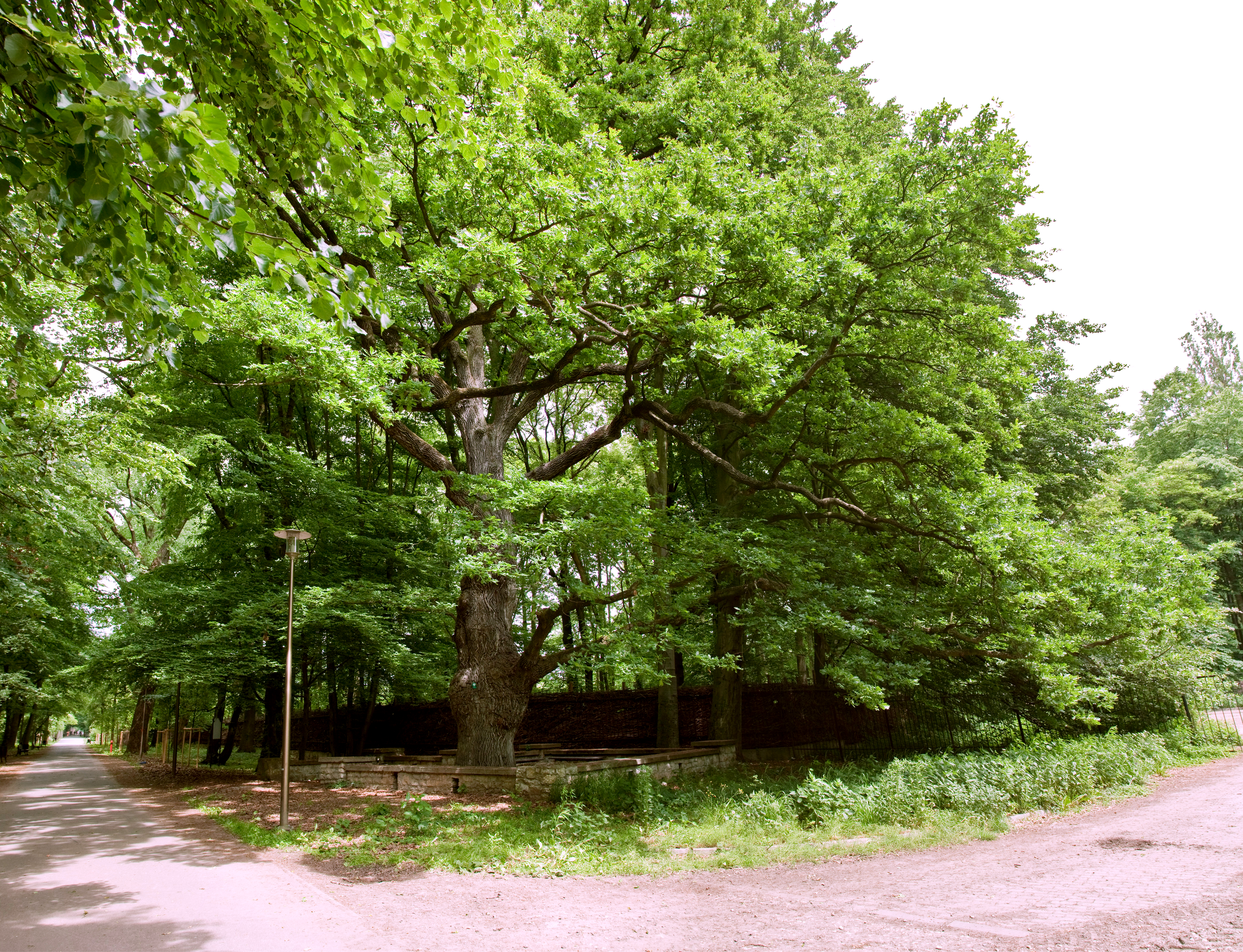
Památný dub
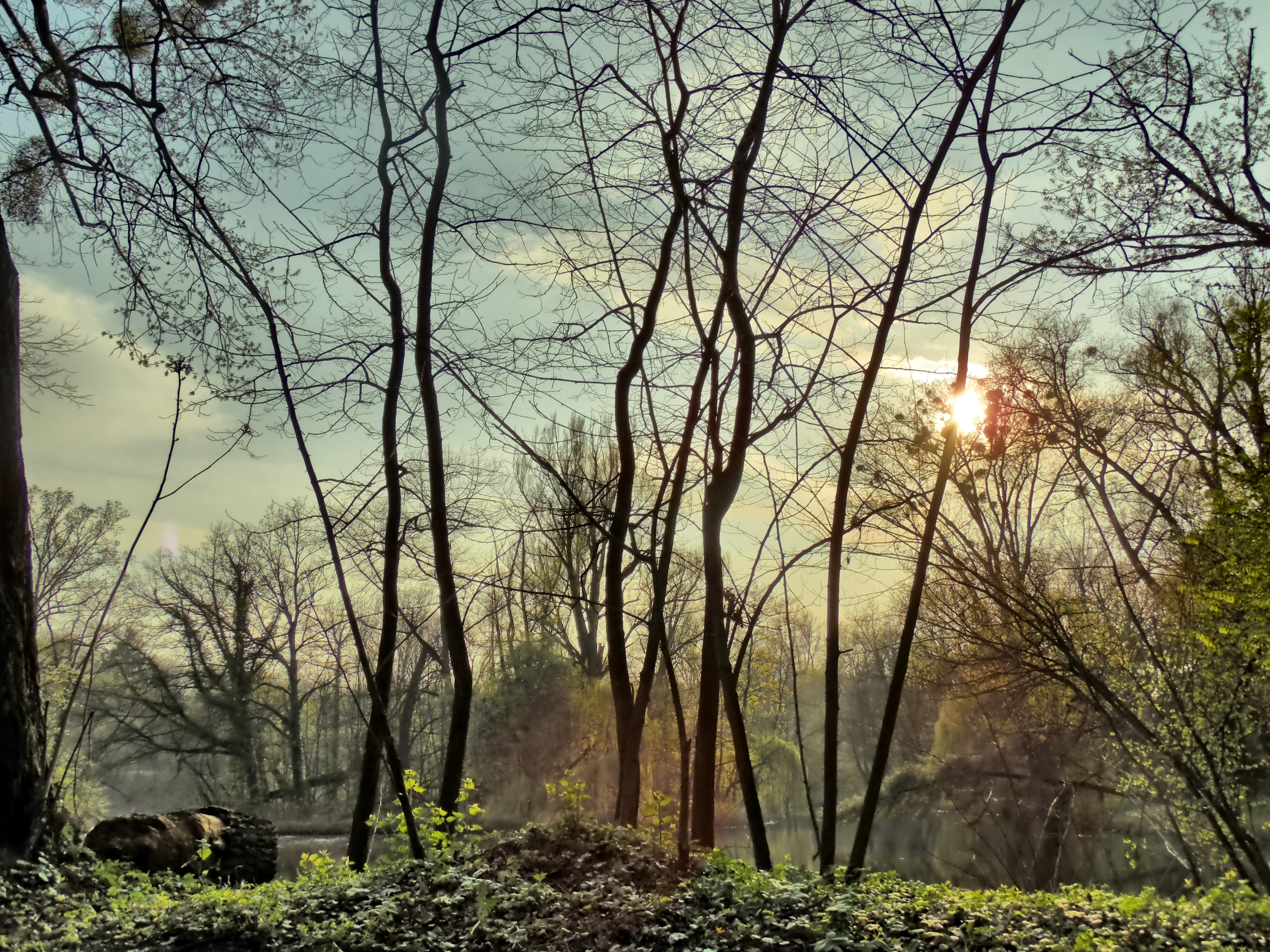
Příroda ostrova Bolko
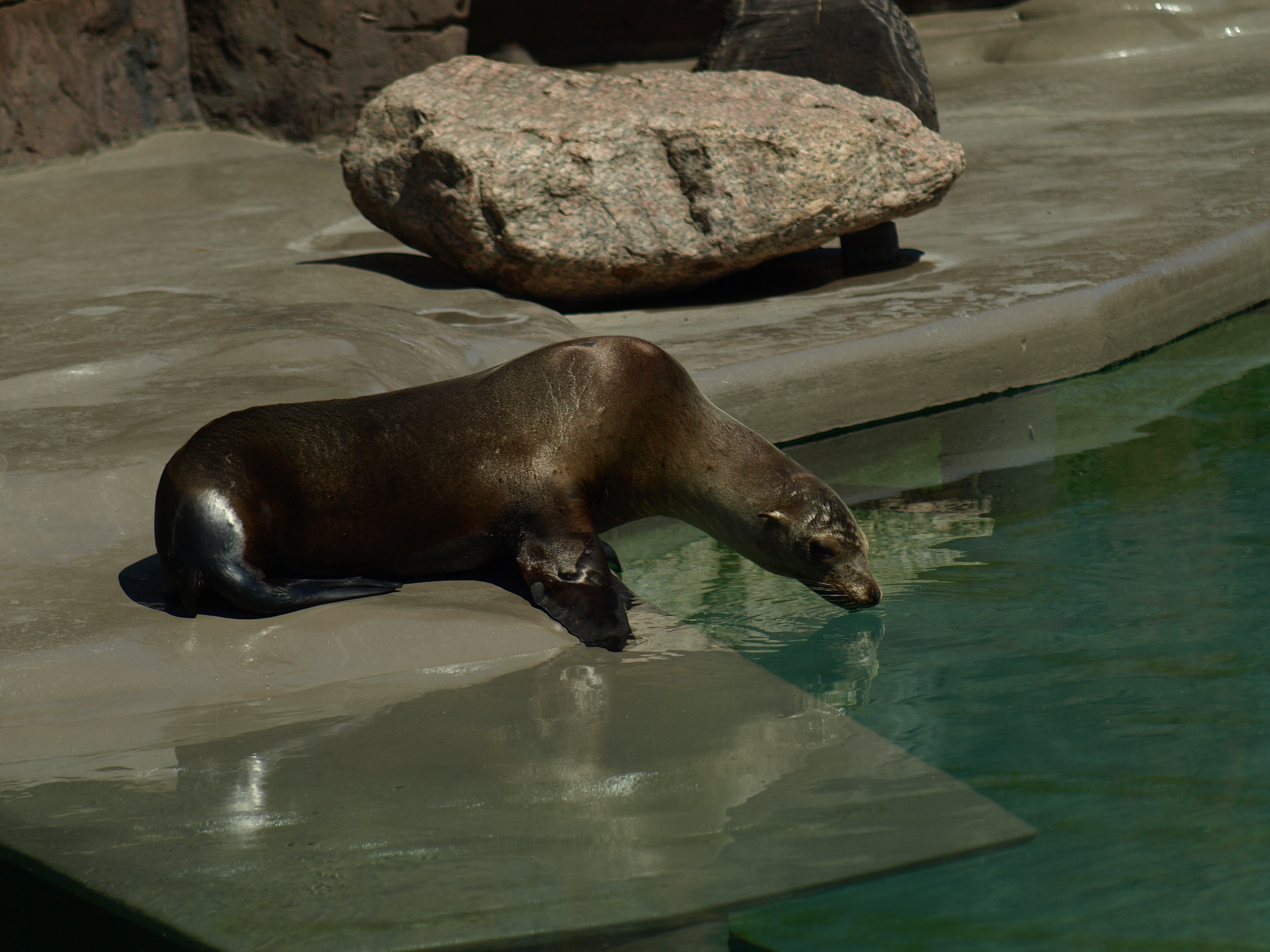
Zoo Opole
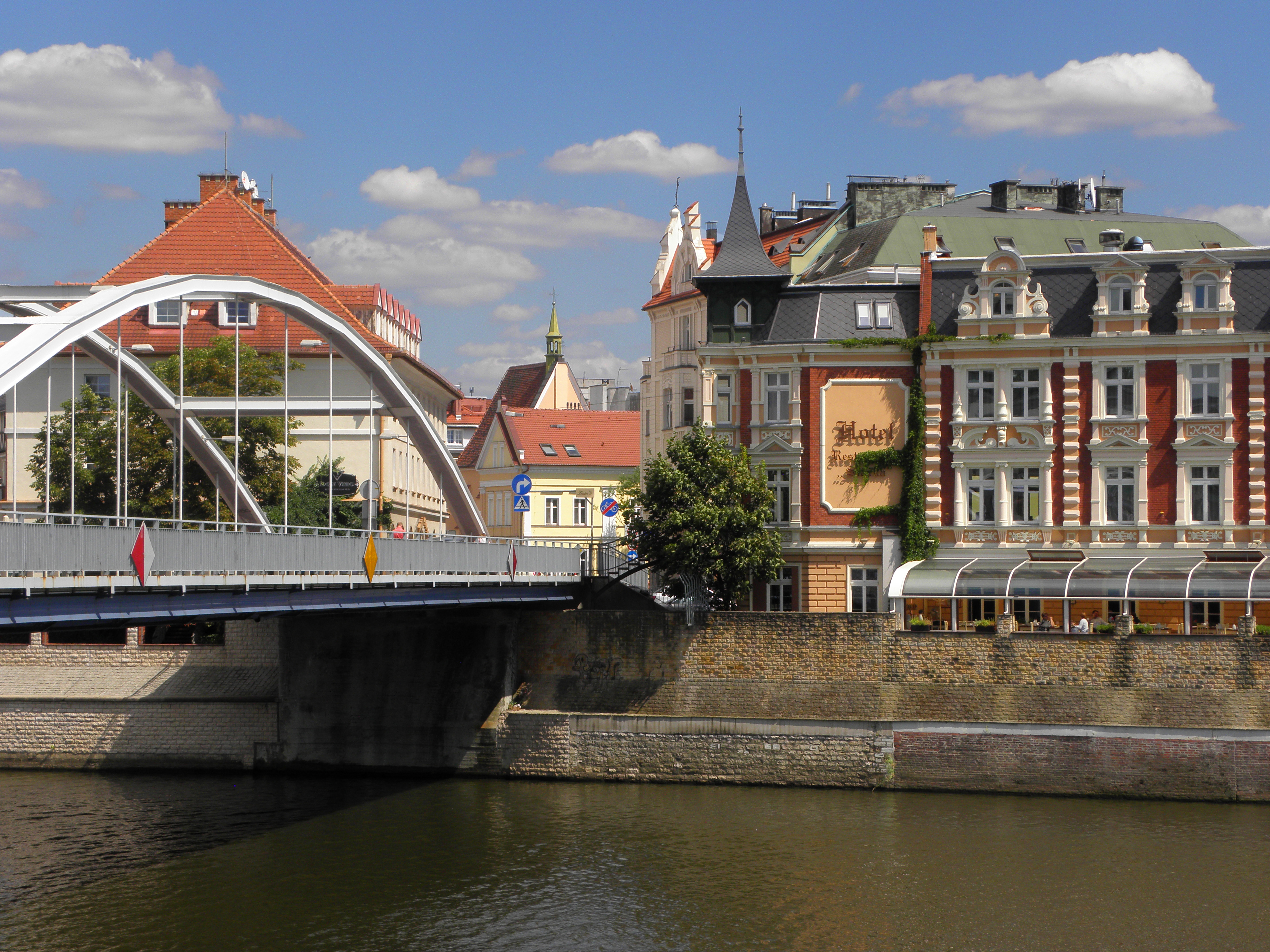
kanál Ulgi a Most Piastowski ve dne
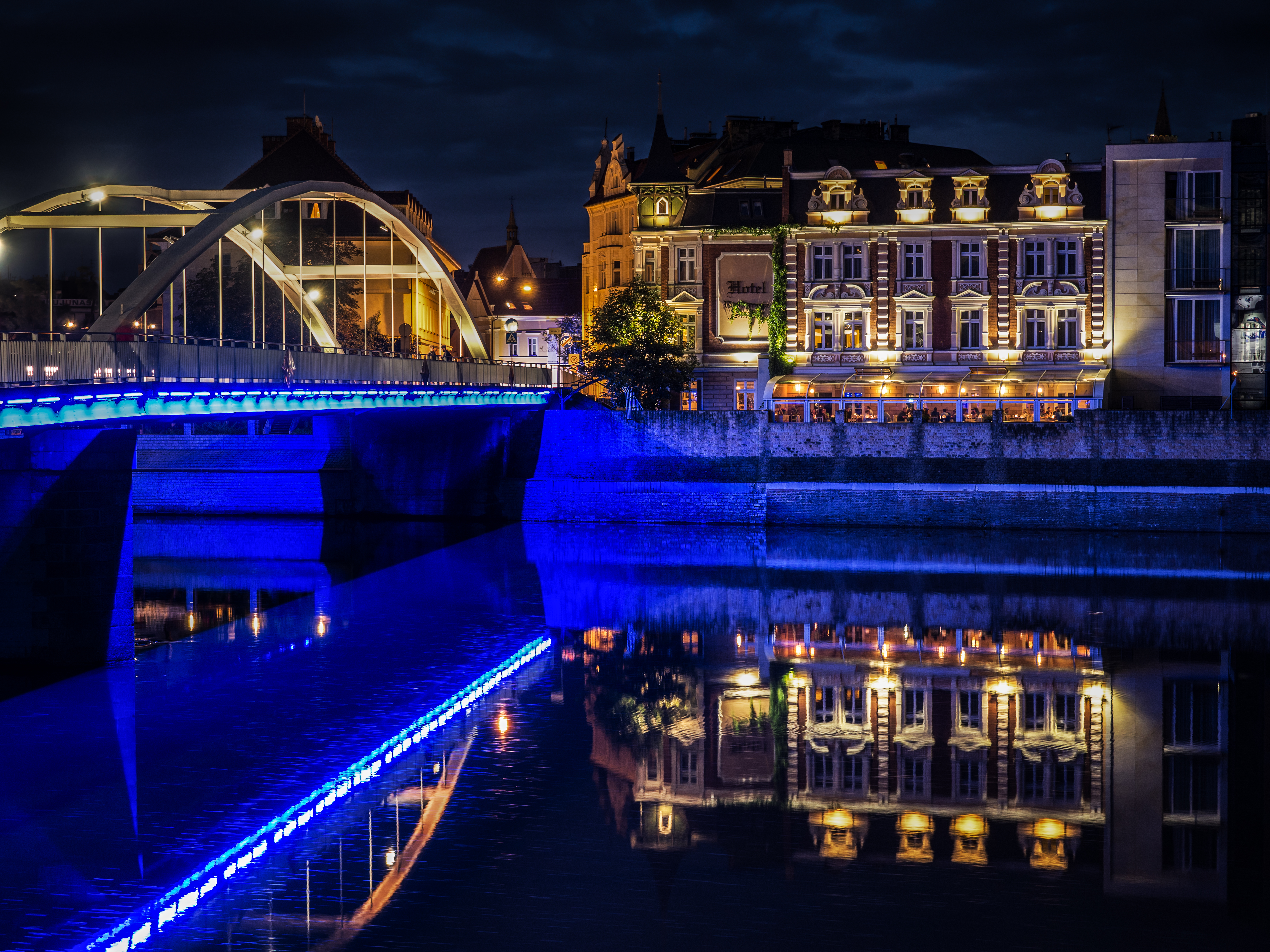
kanál Ulgi a Most Piastowski v noci